# Грунська сотня
Грунська сотня — адміністративно-територіальна і військова одиниця Полтавського, а з 1662 року Гадяцького полку Війська Запорозького Городового. Існувала з 1652 по 1781 рік. Адміністративний центр містечко Грунь.
До підпорядкування сотні входили також села Комиші, Павлівка, Павловочка, Шингиріївка та слобода Семенівка.

## Козацька старшина

### Сотники
| - Тиміш Корсунець (?-1652.11.07.-?) - Левко Михайлович (?-1659.04.-?) - Семен Якович (?-1659.08.-?) - Данило Ценковський (?-1661.04.-?) - Клим Юхимович (?-1662-?) - Степан Безбожний (?-1665-?) - Михайло Михайлович (?-1672.05.-1672.07.-?) - Пасько Григорович (Павло Гриценко) (?-1676-1678) - Роман Бувайло (?-1680-1682-?) - Леонтій Блажецький (1680, нак.) - Пилип Іванович (?-1690-?) - Михайло Богуцький (?-1692-?) - Григорій Донець (1693, наказний) - Іван Кисіль (?-1699-?) | - Федір Шамрай (?-1700-?) - Федір Рибалка (?-1709-?) - Василь Лаврінович (?-1711-?) - Нестор Александрович (?-1714-?) - Ілля Олександрович Милорадович (1724.1.02-1747.31.01) - Михайло Милорадович (1725, наказний) - Іван Рогальський (1730, наказний) - Семен Ілліч Милорадович (1747.31.01.-1763) - Федір Панковський (1758, наказний) - Григорій Шимоновський (1758, наказний) - Василь Трохимович Бразул (1763.4.10.-1775.30.05.) - Петро Михайлович Дрофановський (1775.21.04.-1782) |

### Отамани
| - Тиміш Комар (?-1652.11.07.-?) - Сава Дмитрійович (?-1658-?) - Дмитро Рогальський (?-1680.03.-?) - Грицько (?-1682.05.-?) - Григорій Донець (?-1690.10.-?) | - Дмитро Рогальський (?-1690.10.-?) - Григорій Донець (?-1693 -?) - Семен Возник (?-1700.08.-?) - Дмитро Кирилович (?-1711.12.-?) - Кузьма Васильович Нестерович (?-1714.11.-?) | - Іван Бабуцький (?-1725-?) - Іван Матров (?-1729-1730-?) - Сила Лисенко (?-1741.01.-1746-?) - Андрій Лавриненко (?-1748-1760-?) - Андрій Андрійович Шимановський (1764.17.02.-1772-?) |

### Писарі
- Яків Чемкальський (?-1724-1727-?);
- Мусій Симончик (1736, за писаря);
- Павло Донець (?-1747-1748-?);
- Андрій Андрійович Шимоновський (1763.7.09.-1764.17.02.);
- Матвій Лавриненко (1772.5.04.-?)

### Осавули
- Стефан Симоненко (?-1736-?);
- Григорій Квярта (?-1746-?);
- Максим Підлісний (1761-1772-?)

### Хорунжі
- Андрій Зінченко (?-1736-?);
- Панас Шарій (?-1746-?);
- Григорій Гавриленко (1770-1772-?)